# نیاز ایلیاسوف
نیاز ایلیاسوف (روسی: Нияз Анварович Ильясов؛ زادهٔ ۱۰ اوت ۱۹۹۵) جودوکار اهل روسیه است.